# Purbach am Neusiedler See
Purbach am Neusiedler See é um município da Áustria localizado no distrito de Eisenstadt-Umgebung, no estado de Burgenland.